# Amidorus transaralicus
Amidorus transaralicus är en skalbaggsart som beskrevs av Nikolajev 1983. Amidorus transaralicus ingår i släktet Amidorus och familjen Aphodiidae. Inga underarter finns listade i Catalogue of Life.